# حمزه عبود
حمزه عبود (عربی: حمزة مصطفى عبود؛ زادهٔ ۱ نوامبر ۱۹۸۴) بازیکن فوتبال اهل لبنان است.
از باشگاه‌هایی که در آن بازی کرده‌است می‌توان به باشگاه فوتبال الانصار لبنان اشاره کرد.
وی همچنین در تیم ملی فوتبال لبنان بازی کرده‌است.